# Оброзник бурохвостий
Оброзник бурохвостий (Melanopareia bitorquata) — вид горобцеподібних птахів родини Melanopareiidae.

## Таксономія
Традиційно трактувався як підвид Melanopareia torquata. Згідно з класифікацією Міжнародного орнітологічного конгресу 2016 року вважається окремим видом на основі характеристик оперення. Однак самостійність виду не підтримуються інші класифікації.

## Поширення
Вид поширений на сході Болівії у департаменті Санта-Крус та прилеглих районах на південному заході бразильського штату Мату-Гросу. Мешкає у вологих саванах серрадо.

## Опис
Птах завдовжки 14,5 см, вагою 17-20 г. Забарвленням оперення схожий на тапакуло північного (Melanopareia torquata); відрізняється лише чорно-білою смугою на грудях (у тапакуло північного вона одноколірна чорна).